# Uloborus plumipes
Uloborus plumipes ist eine altweltliche Art aus der Gattung der Federfußspinnen (Uloborus) innerhalb der Familie der Kräuselradnetzspinnen (Uloboridae), die u. a. in Argentinien als Neozoon vorkommt. Erstbeschrieben wurde sie bereits 1846 vom französischen Entomologen und Arachnologen Hippolyte Lucas.

## Merkmale
Uloborus plumipes weist ein dicht behaartes Prosoma ohne ausgeprägte Längsstreifen auf. Das Opisthosoma hat im vorderen Teil seitlich zwei deutliche Höcker, zwischen denen zwei weiße Flecken sind. Das Opisthosoma ist dicht behaart mit einem dunkleren Mittelstrich. Die Beine von Uloborus plumipes sind mittelbraun behaart mit weiß-bläulicher Ringelung. Die Tibia des ersten Beinpaares des Weibchens hat auffällige schwarze fiedrige Haare. 

## Habitat und Verhalten
Die Art ist in warmen Klimaten verbreitet und in Mittel- und Nordeuropa in Gewächshäusern eingeschleppt. Es wurde eine parthenogenetische (eingeschlechtliche) Fortpflanzung von Weibchen in Gewächshäusern angenommen. Wahrscheinlich ist das aber nur darauf zurückzuführen, dass die Männchen sehr viel seltener gefunden werden.

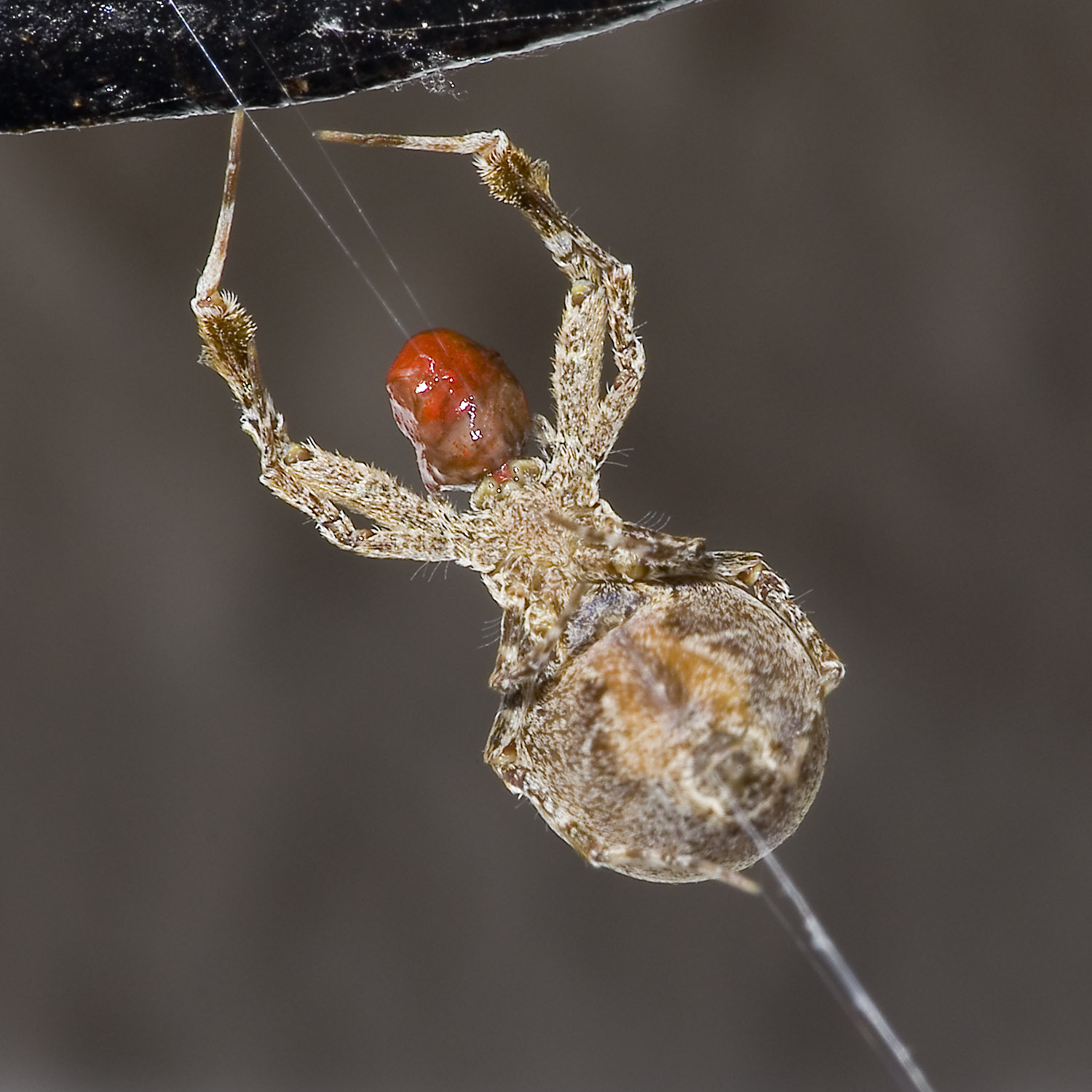
Uloborus plumipes, von unten beim Fressen